# Zeefbandfilter

Schema van een zeefbandfilter: suspensie vanuit de vultrechter wordt tussen twee filterdoeken (groen en paars) gedrukt. De vloeistof ontwijkt eerst door de zwaartekracht en dan door de rollen die de filterdoeken samenpersen. Filtraat loopt onderaan weg, filterkoek valt rechts in de container

Een zeefbandfilter of bandfilter of bandfilterpers is een toestel om vloeistof en vaste stof te scheiden vanuit een suspensie. Toepassingen bestaan voornamelijk uit het ontwateren van slib en slurrie in de chemische industrie, mijnindustrie, en afvalwaterzuivering. Daarnaast worden zeefbandfilters ook toegepast bij de bereiding van fruitsappen en het maken van wijn. In tegenstelling tot een filterpers werkt een zeefbandfilter continu. 
Vaak wordt er gebruikgemaakt van flocculatie met polymeren om kleinere zwevende deeltjes samen te laten klonteren tot grotere vlokken. Deze vlokken zijn makkelijker van het water af te scheiden en blijven beter tussen de relatief grove doeken van een zeefbandfilter zitten. Een veel gebruikte toepassing met dit principe is de ontwatering van zuiverings slib uit waterzuiveringen.  